# Cascavel Futsal Clube
Der Associação Desportiva e Cultural de Cascavel, allgemein bekannt als Cascavel Futsal Clube, ist ein Futsalklub aus Cascavel im brasilianischen Bundesstaat Paraná.

## Geschichte
Cascavel Futsal wurde am 3. Januar 1991 gegründet. Ab 1996 nahm der Klub an der zweiten Liga der regionalen Meisterschaft von Paraná, der Campeonato Paranaense de Futsal, teil. 1998 konnte man sich hier die Meisterschaft und den damit verbundenen Aufstieg in die oberste Spielklasse des Bundesstaates. Diese gewann Cascavel 2003 erstmals und konnte seinen Titel 2004 und 2005 verteidigen.
Ab 2006 beteiligte sich der Klub an der Liga Nacional de Futsal (LNF), einem nationalen Ligawettbewerb. An dem Turnier nahm Cascavel bis 2016 mit Unterbrechungen teil. Seite der Ausgabe 2018 ist man konstant dabei. 2021 konnte Casavel das Finle in der LNF erreichen. In den Spielen im Dezember hieß der Gegner AD Brasil Futuro. In beiden Partien war man mit 3:1 und 6:0 erfolgreich und konnte die Meisterschaft feiern.
2022 debütierte Cascavel dann in der Copa Libertadores. In dem Turnier in Buenos Aires trat man zunächst in der Gruppe B gegen drei Konkurrenten an. Der Klub gewann nicht nur seine Gruppe ungeschlagen, sondern kämpfte sich bis ins Finale, wo man auf Peñarol Montevideo aus Uruguay traf. Das Treffen am 2. Oktober entschieden die Brasilianer mit 3:1 für sich. Der Sieg qualifizierte den Klub zur Teilnahme am Futsal-Weltpokal 2023. Dieses fand in der Heimat in Foz do Iguaçu statt. Cascavel konnte auch hier das Finale erreichen, in man dem spanischen Vertreter AE Palma Futsal, nach einem 3:3 in der regulären Spielzeit, mit 3:4 im Sechsmeterschießen unterlag.
Als Titelverteidiger der Copa Libertadores nahm der Klub auch am Folgeturnier 2023 in Caracas teil. Erneut schaffte Cascavel den Einzug ins Finale. Hier wartete mit dem JEC Krona Futsal ein Ligakonkurrent aus der LNF. Die Landsleute konnten mit demselben Ergebnis bezwungen werden, wie der Gegner im Vorjahr. Im folgenden Futsal-Weltpokal 2024 erreichte der Klub nicht Finalrunde. Ein genaues Ergebnis liegt nicht vor.
Die Titelverteidigung in der Copa Libertadores 2024 misslang dann aber. Hier reichte es nur für den fünften Platz.

## Erfolge
- Copa Libertadores: 2022, 2023
- Liga Nacional de Futsal: 2021

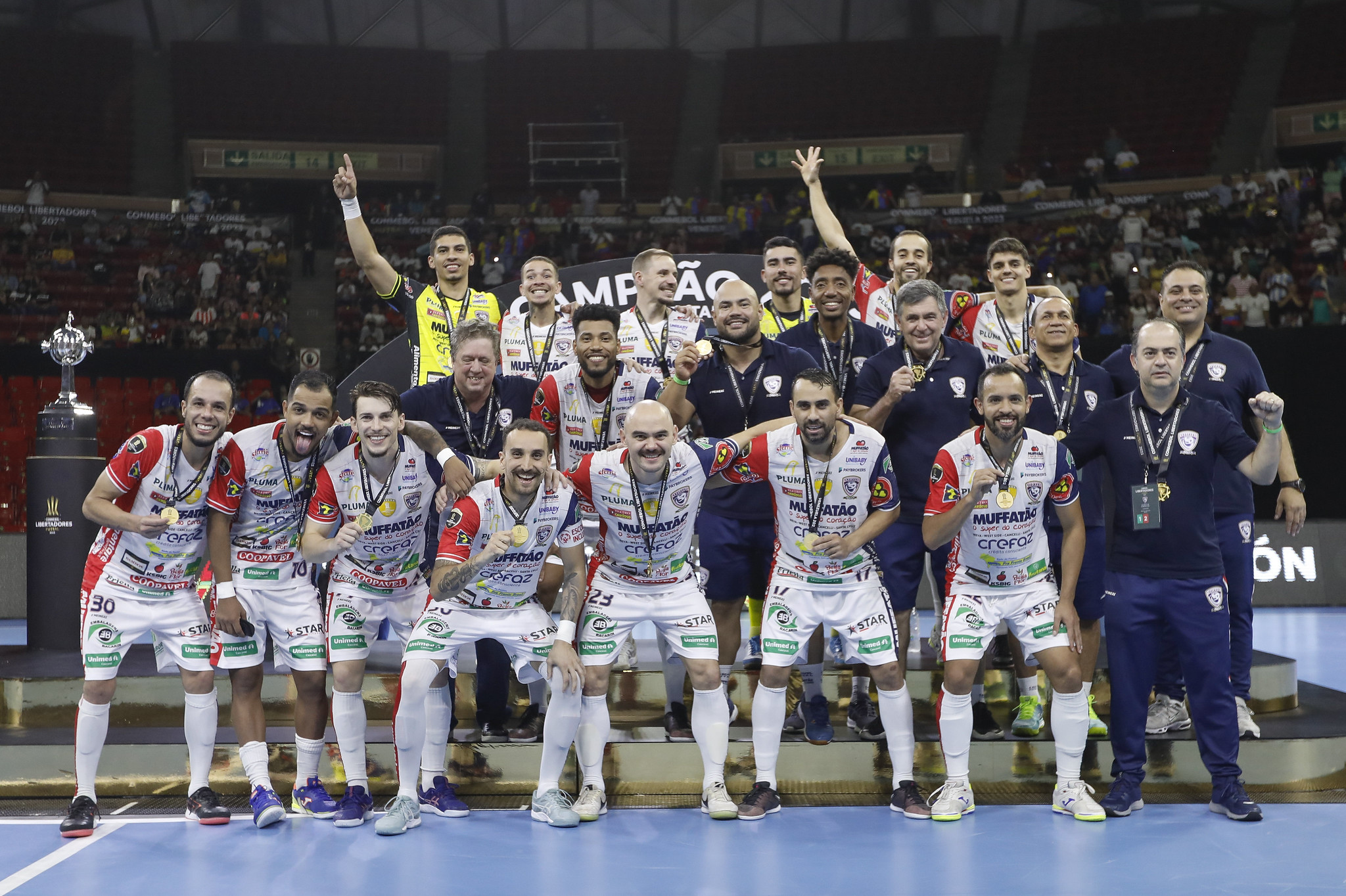
Copa Libertadores Sieger 2023

- Campeonato Paranaense de Futsal (7×): 2003, 2004, 2005, 2011, 2012, 2020, 2021
- Taça Paraná de Futsal: 2013